# 식사 담당 토벌
식사 담당 토벌(일본어: 賄征伐 마카나이세이바쓰[*])은 기숙사에 거주하는 학생들이 식사 담당자(식사를 제공하고 조리하는 사람)에 대해 일으킨 학생 폭동을 말한다. 일본의 메이지 시대를 중심으로 구제고등학교 등에서 널리 행해졌다.

## 내용
구제고등학교의 학생 기숙사 등의 식사는 설립 초기부터 식사 업자가 운영하고 있었다. 하지만 당시 기숙사 식사의 내용은 학생들의 요구를 충족시키지 못하는 것이었다. 이로 인한 학생들의 불만이 행동으로 나타난 것이 식사 담당 토벌이다.
토벌의 내용은 다양했는데, 예를 들어 준비된 밥을 전부 먹어버리고 더 달라고 하거나, 책상을 계속해서 두드리거나, 밥그릇이나 접시 등을 던져서 부수기도 했다. 때로는 식사 담당자들과의 사이에서 폭력 사태로까지 발전하기도 했다. 식사 담당 토벌은 오래전부터 구제고등학교 이전에도 게이오기주쿠 등에서 행해진 사례가 있다. 그 후 일본 각지에서 행해지게 되어, 메이지 시대 학생 생활의 한 단면을 이룬다고도 일컬어지고 있다.
식사 담당 토벌을 일으킨 학생들에 대해서는 학교 측에서 경고나 퇴학 등의 처분이 내려지기도 했다. 예를 들어 1883년에 도쿄 대학에서 일어난 식사 담당 토벌에서는 146명이 퇴학 처분을 받았고, 게다가 다른 관립학교 및 공립 및 사립 학교로의 재입학도 금지하는 중한 조건이 부과되었다. 하지만 이때는 이에 반대하는 목소리가 잇따라 나와, 퇴학 처분을 받은 학생들은 후에 복학하게 되었다(메이지 16년 사건). 이때 복학한 학생 중에는 히라누마 기이치로, 오쿠다 요시토, 히오키 마스가 있다.
식사 담당 토벌의 동기는 식생활에 대한 불만뿐만이 아니었다고도 한다. 당시의 기숙사는 세세한 규칙으로 기숙사생들의 행동을 규제하고 있었다. 이에 대한 기숙사생들의 불만과 울분이 식사 담당 토벌이라는 형태로 나타났다는 견해이다. 또한 학교나 기숙사의 개혁을 요구하며 일으킨 식사 담당 토벌도 있어, 이로부터 식사 담당 토벌은 당시 학생들에게 있어 정치적 원체험이었다는 견해도 있다. 한편으로는 학생들에게 그러한 대단한 의도는 없었고, 장난기가 강했던 것이 아니었을까 하는 논조도 존재한다.

## 저명인과 식사 담당 토벌
식사 담당 토벌에는 후세에 이름을 남긴 인물들도 많이 관여하고 있다.

### 사법성 법학교 정칙과 제2기생
사법성 법학교의 기숙사 식사는 아침식사가 빵, 스프, 계란, 점심식사가 양식 1품, 저녁식사가 생선이 포함된 일본식이라는 메뉴였다. 정부는 이 식사를 제공하기 위해 1인당 매월 4엔 50전을 부담하고 있었지만, 실제로는 식사 담당자의 횡령이 있어 금액에 걸맞은 식사 내용이 되지 못했다.
1879년의 어느 일요일, 법학교 정칙과의 2기생들이 저녁을 먹으려고 했는데 밥의 양이 적었다. 법학교의 학생들은 일요일에는 외출이 허용되어 있어서, 받은 용돈(학생들은 정부로부터 매월 2엔 25전이 용돈으로 지급되고 있었다)으로 밖에서 식사를 하고 기숙사로 돌아온다. 식사 담당자는 이를 예상하고 저녁식사를 평소보다 적게 준비했던 것이다. 그런데 이에 납득하지 못한 학생들이 더 많은 밥을 내놓으라며 식사 담당자에게 격렬하게 요구하여, 식당 내는 큰 소동이 되었다.
후일, 학교 측은 식사 담당 토벌을 행한 학생 약 20명에 대해 2주간의 외출 금지 처분을 내렸다. 그러나 후쿠모토 니치난 등 학생 4명은 처분 자체는 규칙이므로 받아들이지만, "우리는 형이하에 있어서 심복하지 않는다", 즉 마음속으로는 납득하지 않는다는 대응을 취했다. 그로 인해 교장과 논쟁이 되어 최종적으로 4명은 신원보증인 예탁 처분이 되었다.
이 처벌에 대해 일어선 학생이 하라 다카시였다. 하라는 토벌에는 참가하지 않았지만, 참가자로부터 사정을 듣고 처벌 반대의 마음을 강하게 가지게 되었다. 그리고 구가 가쓰난과 함께 학생 대표로서 교장에게 항의했다. 하지만 교장은 명령에는 심복해야 한다고 말하며 태도를 바꾸지 않았다. 이에 하라는 동급생 2명을 데리고 당시의 사법경인 오키 다카토에게 직접 담판을 시도했다.
하라 일행은 오키에게 주장을 전하려 했지만 잘 되지 않았고, 오키로부터 "심복하지 않더라도 명령에 따르기만 하면 된다는 사고방식은 경덕(敬徳), 애돈(愛篤)의 정신에 반한다"는 설교를 들었다.
한편, 일이 사법경에게까지 미친 것으로 자신의 체면이 서지 않는다고 느낀 교장은 관련 학생 16명에게 방교 처분을 내렸다. 이때 방교된 학생들 중에는 하라 외에도 구가 가쓰난, 후쿠모토 니치난, 가토 쓰네타다, 고쿠부 세이가이가 있다.
이 사건으로 많은 방교자가 나왔기 때문에 사법성은 보결 시험을 실시했고, 그 결과 6명이 입학했다. 이때의 입학자 중에는 우메 겐지로, 다나베 가오루, 데즈카 다로가 있다.

### 미나카타 구마구스
미나카타 구마구스는 교립학교 시절에 동료들과 식사 담당 토벌을 행했다. 그 내용은 밥을 많이 먹어서 식사 담당자를 곤란하게 하는 것이었는데, 구마구스는 참가자 중 가장 많은 28 그릇을 비웠다. 다른 사람들이 밥통을 던지거나 냄비를 뒤집는 등의 행동을 하는 중에 구마구스는 그저 묵묵히 먹기만 했다. 그래서 후에 이 일이 문제가 되었을 때도 구마구스에 관해서는 식사 담당자로부터 "이처럼 조용한 분은 없다. 결코 난폭한 행동은 하지 않았다"라며 옹호를 받았다. 하지만 그 후 구마구스는 위병이 생겨 크게 고생했다.

### 마사오카 시키
마사오카 시키는 제일고등중학교의 기숙사에서 식사 담당 토벌을 행했다. 그 모습은 시키의 수필 《붓 내키는 대로》의 한 절 "식사 담당 토벌"에서 묘사되어 있으며, 이 절은 《붓 내키는 대로》 중에서도 가장 분량이 많다. 식사 담당 토벌의 모습을 자세히 기록한 문헌이 적기 때문에 시키의 이 기록은 귀중한 것이 되어 있다.
당시의 기숙사 식단은 아침식사가 미소시루와 콩, 점심식사가 쇠고기 조림과 생선 조림이 격일 정도, 저녁식사가 서양 요리 1가지였다(밥을 빵으로, 반찬을 계란으로 바꾸는 것도 가능). 시키에 따르면 이 내용은 하숙집에 비하면 좋지만 요리점보다는 훨씬 나빴고, 저녁식사의 "서양 요리"라는 것도 "이름으로만 위협할 뿐"이었다고 한다. 시키는 당시 식사 담당 토벌이라는 말은 알고 있었지만 실제로 목격한 적은 없었다. 그래서 "그 이름만 있고 실체가 없어지는 것은 아쉽다. 자, 우리도 한번 이것을 실행해 보자는 것이 우리 동급생 기숙사생들의 평소의 지론이었다"라고 하며, 1891년 4월에 식사 담당 토벌을 감행했다.
오후 5시에 식당에 나타난 시키 일행은 식사 담당자에게 밥을 가져오게 해서는 먹고, 가져오게 해서는 먹고를 반복하며, 더욱이 이 밥은 차갑다, 딱딱하다, 먼지가 있다 등의 트집을 잡아가며 쌀을 책상 위에 쏟아부었다. 그러는 동안 소란 상태가 되어 식사 담당자를 부르는 소리와 책상을 두드리는 소리 등이 식당 내에 울려 퍼졌다.
큰 소동을 벌인 시키 일행은 이윽고 배가 불렀지만, 여기서 소동을 끝내기에는 아쉬움을 느끼고 있었다. 그때 동급생과 식사 담당자 사이에 폭력 행위가 발생했고, 이를 계기로 시키 일행은 대거 식사 담당자에게 달려들었다. 식사 담당자는 다수를 상대로 할 수 없어 식사 담당실로 도망치는 것이 고작이었다.
후일, 이 사건으로 학생 11명에게 정학 퇴사 처분이 내려졌다. 그중에는 토벌을 하지 않았음에도 정학이 된 자도 있었지만, 시키는 어떠한 처벌도 받지 않았다. 이 이유에 대해 당시의 토벌 참가자는 시키가 평소의 행실로 보아 난폭한 행동을 할 만한 사람으로는 여겨지지 않았기 때문일 것이라고 증언하고 있다.
시키는 자신이 처벌받지 않은 것에 대해 약간 기뻐했지만, 그렇다 하더라도 무고한 자가 정학이 되는 것은 납득이 가지 않아 안타깝게 느꼈기에, 공동으로 변명서를 작성하여 학교에 제출했다. 그 결과 해당 학생은 십여 일 후에 정학이 해제되었고, 정학을 받은 나머지 학생들도 순차적으로 사면되었다.

## 자취제로의 이행
기숙사생들은 식사 담당 토벌을 통해 식생활의 개선을 요구했지만, 식기 등을 부수면서 호소했기 때문에 그 수리비가 식사 내용에 반영되어 결과적으로 식생활의 향상은 이루어지지 않았다.
도쿄농림학교 교장인 다카하시 고레키요는 1889년, 식사 담당 토벌을 해결하기 위해 2가지 안을 학생들에게 제시했다. 하나는 학생이 직접 장을 보고 취사, 배식을 하는 안이었고, 다른 하나는 학생이 식사 담당자를 선택하고 감독하는 안이었다. 학생들은 후자의 안을 선택했고, 이로써 같은 학교의 식사 담당 토벌은 종료되었다.
제오고등중학교의 기숙사인 슈가쿠료(寄宿寮)에서 일어난 식사 담당 토벌은 매우 격렬한 것이어서, 학교 간사인 쓰바키 소이치로는 "너무나 저속하다"며 대책으로 학생의 관리 운영에 의한 자취제도를 도입했다. 이는 학생들이 선출한 취사위원이 식단을 짜고 식재료를 구매하는 것이다. 자취제도는 1891년부터 시작되었고, 학생들은 이를 자신감과 자각을 가지게 하는 것으로 환영했다.
홋카이도제국대학 예과의 게이테키료(恵迪寮)에서도 식사 담당 토벌이 빈발했고, 메이지 30년대에는 식사 업자 중 1년 이상 지속된 곳이 없었다고 했지만, 1907년에 자취제로 이행했다. 이러한 흐름은 다이쇼 시대에 들어서면서 가속화되어, 일고(1919년), 팔고(1920년), 칠고(1921년)와 잇따라 이행해 갔다.
구제 오고나 구제 히메지고에서는 자취제를 실시한 날을 기숙사의 기념일로 삼았다. 예를 들어 구제 오고에서는 자취 기념일에 교장 등을 초청하여 식전을 열고, 취사위원장이 연설을 했다. 회장의 벽에는 기숙사생이 지은 단가 "다츠타야마 끊임없이 피어오르는 연기는 아침저녁으로 피어나는 연기였구나"(竜田山たえすりすみの棚ひくは朝け夕けの煙なりけり), 혹은 한시 "삼년간 영영한 심혈을 기울여 자취제도로 공을 이루었네 좋은 진미 어찌 바라리오 백사가 채근을 씹으면 이룰 수 있다네"(三載営々肝胆傾　自炊制度効功并　佳希珍味何強望　百事咬菜根可成) 등이 걸려 있었다.

## 참고문헌
- 飯倉照平 (2006년 11월). 《南方熊楠　梟のごとく黙坐しおる》. ミネルヴァ日本評伝選. ミネルヴァ書房. ISBN 978-4623047611.
- 上村行世 (1992년 10월). 《戦前学生の食生活事情》. 三省堂選書. 三省堂. ISBN 978-4385431727.
- 七戸克彦 (2009년 8월). “司法省法学校正則科第2期生と賄征伐”. 《法学セミナー》 (日本評論社) 54 (8): p.89. ISSN 0439-3295.
- 柴田宵曲 (2006년 12월). 《明治の話題》. ちくま学芸文庫. 筑摩書房. ISBN 978-4480090362.
- 鈴木正裕 (2006년 9월). 《近代民事訴訟法史・日本2》. 有斐閣. ISBN 978-4641134690.
- 高橋是清 (2018년 3월). 《高橋是清自伝 上 改版》. 中公文庫. 上塚司 編. 中央公論新社. ISBN 978-4-12-206565-9.
- 坪内祐三 (2011년 6월). 《慶応三年生まれ 七人の旋毛曲り―漱石・外骨・熊楠・露伴・子規・紅葉・緑雨とその時代》. 新潮文庫. 新潮社. ISBN 978-4101226347.
- 筧田知義 (1975). 《旧制高等学校教育の成立》. ミネルヴァ書房.
- 福田和也 (2007년 10월). “大宰相・原敬(第10回)賄征伐”. 《Voice》 (PHP研究所) 358: pp.232–241. ISSN 0387-3552.
- 福田和也 (2007년 11월). “大宰相・原敬(第11回)放校処分”. 《Voice》 (PHP研究所) 359: pp.230–237. ISSN 0387-3552.
- 金井景子・勝原晴希・宗像和重校注, 편집. (2003년 3월). 《新日本古典文学大系 明治編 27　正岡子規集》. 岩波書店. ISBN 978-4002402277.

## 같이 보기
- 스톰 (학교)